# Кајманска Острва на Зимским олимпијским играма 2010.
Кајманским острвима је ово било прво учешће на Зимским олимпијским играма. На Олимпијским играма 2010. у Ванкуверу, Британска Колумбија у Канади учествовали су са 1 учесником који се такмичио у апском скијању.
На свечаном отварању заставу Кајманских острва носио је једини учесник аплски скијаш Дау Траверс.

## Алпско скијање
| Такмичар    | Дисциплина | Резултати    | Резултати   | Резултати | Резултати | Резултати             |
| Такмичар    | Дисциплина | 1. трка      | 2. трка     | Укупно    | Заостатак | Пласман/учес. (укуп.) |
| ----------- | ---------- | ------------ | ----------- | --------- | --------- | --------------------- |
| Дау Траверс | Велеслалом | 1:29,39 (75) | 1:13,2 (69) | 3:02,89   | 25,06     | 69 / 81 (103)         |